# Dio Contro Diavolo (ovvero La Girella del Guitto)
Dio Contro Diavolo (ovvero La Girella del Guitto) è un album di MusicaPerBambini, pubblicato nel 2008 con l'etichetta Trovarobato.
Il 30 maggio 2016 è stata realizzata una ristampa del CD contenente due brani aggiuntivi (Canti da cantare con il naso e L'uomo che canta in catena), portando il numero di tracce a 31 senza tuttavia variare l'artwork del disco che continua a segnalare 29 tracce.

## Tracce
Testi, musica e arrangiamenti composti da Manuel Bongiorni.
1. D.I.O. – 1:18
2. Madiro Sovenzio, Profeta Dell'Ira – 0:45
3. Cose Da Non Fare Al Gatto – 2:19
4. Il Canto Del Bidone – 3:00
5. Insopportabili Limiti Umani – 2:46
6. Maipago Tascamuta, Profeta Dell'Avarizia – 0:37
7. Morto Vivo – 2:42
8. Oltretombola – 0:50
9. Una Carriola Di Carriole – 5:04
10. Ronfasano Senzasosta, Profeta Dell'Accidia – 0:30
11. Cimitero Degli Istanti – 1:35
12. Lettere dell'armadio – 2:13
13. Non Aprite Quel Pollaio – 2:59
14. Nullavanzo Tuttomagno, Profeta Della Gola – 0:39
15. O Caramellaio – 3:54
16. La Leggenda Della Zuppa Magica – 1:57
17. Avventura Nel Buco Nero – 2:14
18. Sonbello Solio, Profeta Della Superbia – 0:37
19. Lord Javelon Di Broodland – 2:44
20. Disputa Di Sputi – 2:04
21. Decalogo Del Buon Signore – 3:54
22. Manomorta Guastadonne, Profeta Della Lussuria – 0:36
23. Quando Mungo – 1:22
24. L'Uomo Di Gomma – 3:55
25. Pane Di Pezza – 2:15
26. Lagogno Anchemè, Profeta Dell'Invidia – 0:50
27. Dio Contro Diavolo – 3:57
28. Nella Tana Della Rana – 1:46
29. L'Inventore D'Invenzioni – 2:27

Tracce aggiuntive nella ristampa del 2016
1. Canti Da Cantare Con Il Naso – 2:22
2. L'Uomo Che Canta In Catena – 2:05